# غيوفري سسرونكوما
غيوفري سسرونكوما (بالإنجليزية: Geoffrey Sserunkuma)‏ (مواليد 7 يونيو 1983 في أوغندا) لاعب كرة قدم أوغندي دولي يجيد اللعب في خط الهجوم . يلعب حاليا لصالح نادي فاسكو دا غاما الجنوب الأفريقي منذ سنة 2009 .

## روابط خارجية
- غيوفري سسرونكوما على موقع قاعدة بيانات كرة القدم.إي يو (الإنجليزية)
- غيوفري سسرونكوما على موقع ناشيونال فوتبول تيمز (الإنجليزية)
- غيوفري سسرونكوما على موقع Soccerway.com (الإنجليزية)
- غيوفري سسرونكوما على موقع عالم كرة القدم.نت (الإنجليزية)